# Centroclisis gabonica
Centroclisis gabonica är en insektsart som först beskrevs av Fairmaire in Thomson 1858.  Centroclisis gabonica ingår i släktet Centroclisis och familjen myrlejonsländor. Inga underarter finns listade i Catalogue of Life.